# Вестфьярдарвегюр
Вестфьярдарвегюр (исл. Vestfjarðarvegur, слушатьо файле; дорога 60) — дорога на северо-западе Исландии в регионе Вестфирдир. Дорога предоставляет самый единственный путь ведущий в западную часть Вестфирдир. Вестфьярдарвегюр заасфальтирован не полностью и почти половина этой дороги имеет гравийное или грунтовое покрытие. Хотя по прямой от начала дороги до её окончания всего 160 км, но из-за того, что в основном дорога проходит вблизи побережья, огибая многочисленные фьорды, то её длина составляет 333 км..

## Маршрут
Вестфьярдарвегюр начинается от кольцевой дороги Хрингвегюр 1 возле Дальсминни у берегов реки Нордюрау в регионе Вестюрланд. Далее дорога проходит по долине Бьяднардалюр к перевалу через Хюндадальсхейди, затем спускается в долину Сёккоульвсдалюр и далее практически по равнине идет к городу Будардалюр у Хваммс-фьорда. От Будардалюра Вестфьярдарвегюр идет по берегу Хваммс-фьорда, затем входит в Свинадалюр и поднимается на перевал через Хоулькнахейди, спускаясь затем по долине Хвольсдалюк к мосту через Гильс-фьорд. Пройдя через мост дорога идёт далее по берегам Кроукс-фьорда, Берюфьорда и Торска-фьорда, где возле усадьбы Торисстадир заканчивается асфальтное покрытие, дорога становится однополосной и резко поднимается в гору (уклон до 15%).
Поднявшись на перевал через Хьядлахаульс Вестфьярдарвегюр серпантином спускается к берегам Дьюпи-фьорда, проходит возле его берегов и черех Бреккюдалюр выходит к Гювю-фьорду, проходит по его правому берегу и дальше вдоль берега обходит полуостров Скауланес, где в районе Кракаурдалюр на дороге снова появляется асфальтное покрытие. Проходя вдоль левого берега Кодла-фьорда Вестфьярдарвегюр поднимается в горы, обходя тем самым поверху Квигиддис- и Скаульмар-фьорды. В Скаульмардалюр дорога спускается к морю и идет по берегу Ваттарфьорда, затем пересекает по мосту Мьоуи-фьорд и двигаясь по берегу Кедлингар-фьорда выходит к мосту через Кьялька-фьорд. Пересекая мост дорога обходит полуостров Хьярдарнес и выходит к Ватнс-фьорду, где возле Флоукалюндюр снова заканчивается асфальтное покрытие и дорога поднимается на горный массив Ходнатайр.
Поднявшись в горы, Вестфьярдарвегюр более 30 км идёт по горам, начав крутой спуск только после пересечения Диньяндисхейди. Спустившись к Боргар-фьорду, дорога проходит более 20 км по его берегу и выходит в Дира-фьорд, на берегу которого расположился город Тингейри. Пройдя по берегу Дира-фьорда, Вестфьярдарвегюр через долину Гемлюфадльсдалюр начинает подъем на перевал через Гемлюфадльсхейди, спускаясь с которого через долину Бьяднадалюр дорога пересекает по мосту залив Вёд и выходит к горному массиву Ботнсхейди, где дорога входит в западный портал тоннеля Вестфьярдаргёйнг (тоннель длинной 9 км имеет посередине ответвление на дорогу 65 к городу Сюдюрейри). Пройдя через Вестфьярдаргёйнг дорога по долине Тунгюдалюр спускается к дороге 61, где и заканчивается, всего в 2 км до Исафьордюра.
Ранее Вестфьярдарвегюр проходил Ботнсхейди по перевалу, но высокой сложности этой горной дороги и её регулярной недоступности в зимнее время, она была закрыта в 1996 году, сразу после открытия тоннеля. 